# Mutter Küsters' Fahrt zum Himmel
„Mutter Küsters' Fahrt zum Himmel“ е западногермански филм от 1975 година, драма със сатирични елементи на режисьора Райнер Вернер Фасбиндер по негов сценарий в съавторство с Курт Рааб, базиран на филма на Пил Юци от 1929 година „Mutter Krausens Fahrt ins Glück“. Главните роли се изпълняват от Бригите Мира, Ингрид Кавен, Карлхайнц Бьом, Маргит Карстенсен, Ирм Херман.

## Сюжет
В центъра на сюжета е възрастна жена, чийто съпруг ненадейно извършва убийство и самоубийство във фабриката, в която е работил цял живот – тя се сблъсква с превратното представяне на случая в медиите, с безразличието на децата си и с манипулациите на живееща в лукс двойка комунисти.

## В ролите
| Изпълнител        | Роля           |
| ----------------- | -------------- |
| Бригите Мира      | Ема Кюстерс    |
| Ингрид Кавен      | Корина Кюстерс |
| Армин Майер       | Ернст Кюстерс  |
| Карлхайнц Бьом    | Талман         |
| Маргит Карстенсен | Сеньора Тулман |
| Ирм Херман        | Хелене         |
| Готфид Джон       | Ниемайер       |
| Курт Рааб         | Густав         |